# Générale de service informatique
Pour les articles homonymes, voir GSI.
GSI (Générale de service informatique) était une société de services en ingénierie informatique française créée en 1971 au sein de la Compagnie générale d'électricité (CGE, devenue Alcatel) sous la marque GSI-Alcatel, devenue GSI en 1987 et ayant cessé son activité sous cette marque après sa vente au groupe américain ADP (Automatic Data Processing) en 1995.
GSI qui intervenait sur trois métiers principaux - l’ingénierie informatique, l'infogérance (facilities management) et l’édition de progiciels de gestion - occupait jusqu’au tournant des années 1990 une place centrale sur le marché français et européen parmi les grands noms du secteur qu’étaient alors Cap Gemini, la Cisi, SAP…
GSI s’est illustrée durant cette période sous la conduite de son vice-président exécutif Jacques Raiman par la mise en place d’un management participatif au sein d’entités autonomes et responsables ainsi que par une politique à la pointe dans le domaine du TQM (Total Quality Management, ou qualité totale). Cette culture d’entreprise a prévalu assez logiquement à une forme d’auto-gestion par la reprise de l’entreprise par ses salariés (RES) en 1987, expérience originale qui a cependant connu son terme en 1995 par la revente de l’entreprise au groupe ADP, décidée à la majorité des actionnaires.

## Dirigeants de GSI
À sa fondation, l’entreprise fut présidée par Georges Besse puis par Édouard Balladur de 1977 à 1986. Le pouvoir exécutif fut confié durant cette période à Jacques Raiman, fondateur de l’entreprise et vice-président avant d’occuper le poste de président de 1987 à 1995. À ses côtés, tout au long du développement de l'entreprise, se trouvait Jacques Bentz, directeur général, ainsi que Philippe Gluntz, qui succèdera à Erhan Dilman à la direction générale de GSI, également l'ancien directeur général adjoint de GSI auparavant en 1985, revenu après dix ans passés chez Alcatel et CapGemini. Philippe Gluntz appelé à rejoindre à nouveau la société qu’il a co-fondé, afin de continuer la réflexion stratégique entamée en 1994. Il dirigera GSI jusqu’à la vente des activités au géant Américain ADP, devenant ainsi Président d’ADP Europe.

## Activités et organisation de GSI
Implantée dans 14 pays,  GSI était organisée en 7 divisions correspondant à 7 spécialités de métier développées au cours des années 1980. Le chiffre d’affaires de GSI était environ de 2,7 milliards de francs en 1995 pour un effectif de 3 800 personnes.
- Division Paie et Gestion des Ressources humaines – commercialisait des progiciels de gestion (gamme Zadig, notamment) dans le domaine de la paie et des ressources humaines ainsi que des solutions d'infogérance applicative dans ce domaine. C’était la division phare de GSI qui représentait environ 25 % de son chiffre d’affaires.

- Division Business Management – commercialisait des progiciels de gestion (gamme Tolas notamment) dans les domaines de la gestion comptable et financière ainsi que la gestion de la chaine logistique. Représentait environ 17 % du CA.

- Division Ingenierie - Facilities Management – proposait des solutions d’externalisation (outsourcing) informatique, globale ou applicative ainsi que des prestations d’ingénierie. Représentait environ 15 % du CA.

- Division Technologies avancées – proposait des prestations d’ingénierie dans les domaines de l’informatique avancée (systèmes temps réel, systèmes experts, reconnaissance du langage naturel, intelligence artificielle…). Comprenait les sociétés françaises Tecsi et Erli, ainsi que la société allemande Danet. Représentait environ 16 % du CA.

- Division Transport-Tourisme – commercialisait des solutions informatiques dédiées au secteur du transport et du tourisme, notamment des prestations dans le domaine du clearing. Représentait 12 % du CA

- Division Motor Trade – commercialisait des progiciels et des solutions informatiques dédiées au secteur de la distribution automobile. Représentait 8 % du CA

- Division Banque – proposait des solutions et des prestations dédiées au secteur bancaire. Représentait environ 7 % du CA

## Sources
Générale de Service Informatique - Une SSII à l'épreuve de l'histoire 1970-1995 - Fabienne Gambrelle et Felix Torres, préface de Michel Crozier - 1999, Éditions Albin Michel  (ISBN 2-226-07984-X)